# 이산들와나 전투
이산들와나 전투(Battle of Isandlwana)는 1879년 줄루 전쟁 당시 이산들와나 평원에서 벌어진 영국군과의 싸움에서 줄루족 전사 2만 명이 대승을 거둔 전투로 총기와 신식 무기로 무장한 유럽 서방 군대가 아프리카 군대에게 최초로 패배한 전투이다.
1896년 이탈리아 군대가 에티오피아 군대에게 패한 아도와 전투와 함께 아프리카 역사에서 손꼽히는 유럽인에 대한 항쟁이다.

## 같이 보기
- 나탈 식민지
- 줄루 왕국